# Walter van Nieuwenhuisen
Walter van Nieuwenhuisen (... – 20 aprile 1797) è stato un arcivescovo vetero-cattolico olandese.
È stato il quinto arcivescovo di Utrecht della Chiesa vetero-cattolica dei Paesi Bassi.

## Vita e opere
Il 19 novembre 1767 fu eletto Arcivescovo di Utrecht dal capitolo della Cattedrale e il 7 febbraio 1768 fu consacrato dal vescovo di Haarlem Johannes van Stiphout.
Durante il suo episcopato avvenne un curioso episodio. Nel corso del 1771, fu rinvenuta una presunta lettera pastorale del suo predecessore, Petrus Johannes Meindaerts sulla beatificazione di Juan de Palafox. Questa lettera era datata 15 dicembre 1770, ma Meindaerts era morto nel 1767. Quindi van Nieuwenhuisen e i vescovi Bijefeld di Deventer e Stiphout di Haarlem, insieme Mijnheer Meganck dovettero pubblicare la falsa lettera pastorale, nonché dare ai papi Clemente XIV e Pio VI una spiegazione del falso. Questo determinò una prolungata corrispondenza con la Curia, ma non fu mai seguita direttamente e durò fino al 1776.

## Genealogia episcopale
La genealogia episcopale è:

Chiesa cattolica
- Cardinale Scipione Rebiba
- Cardinale Giulio Antonio Santori
- Cardinale Girolamo Bernerio, O.P.
- Arcivescovo Galeazzo Sanvitale
- Cardinale Ludovico Ludovisi
- Cardinale Luigi Caetani
- Vescovo Giovanni Battista Scanaroli
- Cardinale Antonio Barberini iuniore
- Arcivescovo Charles-Maurice le Tellier
- Vescovo Jacques Bénigne Bossuet
- Vescovo Jacques de Goyon de Matignon
- Vescovo Dominique Marie Varlet

Chiesa vetero-cattolica
- Arcivescovo Petrus Johannes Meindaerts
- Vescovo Johannes van Stiphout
- Arcivescovo Walter van Nieuwenhuisen